# Black Support
Black Support är FC Trollhättans supporterklubb. Den bildades 6 juni 2002.

## Fansens spelare (nuvarande klubb)
- 2009 - Tobias Wennergren (Halvorstorps IS)
- 2008 - Fredrik Olsson (FC Trollhättan)
- 2007 - Martin Scherdin (Åsebro IF)
- 2006 - Janne Moilanen (FC Lahti, Finland)
- 2005 - Sören (Nilsson) Ferm (IK Oddevold)
- 2004 - Björn Andersson (GAIS)
- 2003 - Kim Karlsson (IK Oddevold)
- 2002 - Andreas (Kristoffersson) Ramm (Edet FK)